# 프라통캄군
프라통캄군은 나콘랏차시마주의 행정 구역이다. 이 지역의 총 인구 수는 2000년 기준으로 44232명이다. 인구 밀도는 123.0km2이다.

## 행정 구역
| 1. | Sa Phra     | สระพระ  |  |
| 2. | Map Krat    | มาบกราด |  |
| 3. | Phang Thiam | พังเทียม  |  |
| 4. | Thap Rang   | ทัพรั้ง    |  |
| 5. | Nong Hoi    | หนองหอย |  |